# 나데즈다 치조바
나데즈다 블라디미로브나 치조바(러시아어: Наде́жда Влади́мировна Чижо́ва, 1945년 9월 29일~)는 소련과 러시아의 육상 선수, 지도자로 현역 시절 종목은 포환던지기이다. 3회의 올림픽에서 메달을 획득하고, 7개의 세계 신기록을 세웠다. 또한 20m와 21m 장벽을 모두 넘은 최초의 여자 선수가 되었다.
1976년 하계 올림픽 이후 현역에서 은퇴했고 상트페테르부르크에서 육상 코치로 일했다.

## 세계 기록
- 16.60m (1964년, 세계 주니어 기록)
- 18.67m (1968년 5월 30일, 소치)
- 19.72m (1969년 7월 13일, 모스크바)
- 20.09m (1969년 9월 16일, 아테네)
- 20.63m (1972년 5월 19일, 소치)
- 21.03m (1972년 9월 7일, 뮌헨)
- 21.29m (1973년 8월 28일, 리보프)

치조바의 마지막 기록은 1974년 9월 21일 체코슬로바키아의 헬레나 피빈게로바가 21.75m로 갱신할 때까지 유지되었다.